# Orientales, la Patria o la tumba
Orientales, la Patria o la tumba är Uruguays nationalsång. 
Sångtexten skrevs av Francisco Acuña de Figueroa, som även författat texten till Paraguays nationalsång Paraguayos, República o Muerte. 
Musiken är komponerad av Francisco José Debali som ursprungligen hette Debály Ferenc József, en ungrare. Han föddes 1791 i Östeuropa och dog i Montevideo, Uruguay, 1859. Även Paraguays nationalsång är tonsatt av honom.
Originaltexten omfattar tolv verser, men sången framförs oftast i en mycket avkortad version.